# 2-Oxoacide ramifié décarboxylase
La 2-oxoacide ramifié décarboxylase (BCKA décarboxylase, de l'anglais : « branched-chain α-keto-acid decarboxylase »), est une lyase qui catalyse la réaction :
(3S)-3-méthyl-2-oxopentanoate  {\displaystyle \rightleftharpoons }  2-méthylbutanal + CO2.
Cette enzyme est capable d'agir sur un grand nombre de substrats différents, qui ont en commun d'être des α-cétoacides jouant le rôle d'amorces dans la biosynthèse des acides gras ramifiés :
- l'isobutyryl-CoA donne des acides gras de structure iso à nombre pair d'atomes de carbone tels que l'acide 14-méthylpentadécanoïque,
- la 3-méthylbutyryl-CoA donne des acides gras de structure iso à nombre impair d'atomes de carbone tels que l'acide 13-méthyltétradécanoïque,
- la 2-méthylbutyryl-CoA donne des acides gras de structure antéiso à nombre impair d'atomes de carbone tels que l'acide 12-méthyltétradécanoïque[1].